# Christof Cremer
Christof Cremer (* 11. Oktober 1969 in Heinsberg) ist ein deutscher Bühnen- und Kostümbildner sowie Szenograf.

## Leben und Werk
Cristof Cremer absolvierte nach seinem Abitur 1990 bis 1993 seine Ausbildung als Herrenschneider am Nationaltheater Mannheim. An der Hochschule für angewandte Kunst in Wien schloss er 1997 die Meisterklasse für Bühnen- und Filmgestaltung mit Auszeichnung ab. Cremer hat u. a. mit den Regisseuren bzw. Choreografen Mascha Pörzgen, Leonard Prinsloo, Robert Meyer, Carlos Wagner, Ansgar Weigner, Jean Renshaw, Roland Hüve, Brigitta Gillessen und Johnny Lloyd zusammengearbeitet.
Im Bereich des Ballets arbeitet Cremer seit 1998 immer wieder mit dem Choreografen Renato Zanella zusammen: in diesem Jahr steuerte Cremer zu dem Ballett Mythos zu Musik von Hermann Nitsch die Kostüme bei. Seit 2005 entwirft Christof Cremer regelmäßig die Kostüme für die Balletteinlagen beim Neujahrskonzert der Wiener Philharmoniker im Wiener Musikverein. Er arbeitete in diesem Zusammenhang auch mit Christian Tichy, Vladimir Malakhov und Davide Bombana zusammen.
Christof Cremer ist auch als Szenograf von Ausstellungen und Bällen tätig. Seit 2012 prägt er das Erscheinungsbild des alljährlichen Silvesterballs in der Wiener Hofburg, von 2007 bis 2009 und wieder seit 2015 gestaltet er den festlichen Rahmen des Kaffeesiederballs und ist als künstlerischer Leiter des Balls auch für das Programm verantwortlich.
Wiederholt hat Christof Cremer liturgische Gewänder und Gerätschaften für verschiedene katholische Kirchen gestaltet, so etwa einen Festtags-Ornat für das Benediktinerstift Admont, einen Jacobus-Ornat für die St.-Jacobus-Kirche in Hilden, den Libori-Ornat für die hohe Domkirche zu Paderborn, einen Martins-Ornat für den Dom zu Rottenburg und einen Ornat zum heiligen Nagel für den Dom zu Bamberg. Bei der Ausstellung Gottes Lob. Kirchliche Textilien aus der Zeit Maria Theresias in der Kaiserlichen Schatzkammer Wien wurden vier sakrale Gewänder von Christof Cremer den historischen Paramenten gegenübergestellt. 2017/18 gestaltete Cremer zusammen mit Juli Oppermann das Lektionar für den liturgischen Gebrauch in den deutschsprachigen Ländern.
Cremer lebt in Wien.

## Werke (Auswahl)

### Als Bühnen- und Kostümbildner
- 2001: Oldenburgisches Staatstheater: György Ligeti, Le Grand Macabre (Kostüme), Regie: Mascha Pörzgen
- 2004: Vereinigte Bühnen Krefeld-Mönchengladbach: Wolfgang A. Mozart, Die Zauberflöte (Bühne und Kostüme), Regie: Mascha Pörzgen
- 2004: Theater Heidelberg: Giuseppe Verdi, La Traviata (Bühne und Kostüme), Regie: Leonard Prinsloo
- 2005: Stadttheater Klagenfurt: Hans Werner Henze, Der junge Lord (Bühne und Kostüme), Regie: Leonard Prinsloo
- 2005: Neue Oper Wien (Straßenbahnremise): Christoph Cech, Orfeo (Bühne und Kostüme), Regie: Carlos Wagner
- 2007: Theater Bielefeld: Giuseppe Verdi, Aida (Bühne und Kostüme), Regie: Leonard Prinsloo
- 2008: Staatstheater Wiesbaden: Wolfgang A. Mozart, Don Giovanni (Kostüme), Regie: Carlos Wagner
- 2009: Semperoper Dresden: Giacomo Puccini, Tosca (Bühne), Regie: Johannes Schaaf
- 2010: Tiroler Landestheater: Gaetano Donizetti, Lucia di Lammermoor (Bühne und Kostüme), Regie: Mascha Pörzgen
- 2011: Volksoper Wien: Giacomo Puccini, Der Mantel/Gianni Schicchi (Bühne und Kostüme), Regie: Robert Meyer
- 2013: Staatstheater Wiesbaden: Sergei Prokofjew, Die Liebe zu den drei Orangen (Kostüme), Regie: Ansgar Weigner
- 2013: Deutsche Oper am Rhein: Giuseppe Verdi, Luisa Miller (Kostüme), Regie: Carlos Wagner
- 2015: Theater Kiel: Kurt Weill, Aufstieg und Fall der Stadt Mahagonny (Kostüme), Regie: Ansgar Weigner
- 2016: Staatsoperette Dresden: Franz Lehár, Die lustige Witwe (Bühne und Kostüme), Regie: Sebastian Ritschel
- 2018: Saarländisches Staatstheater Saarbrücken: Wolfgang A. Mozart, Così fan tutte (Bühne und Kostüme), Regie: Jean Renshaw
- 2018: Theater an der Wien in der Kammeroper: Henry Purcell, Die Zauberinsel (Bühne und Kostüme), Regie: Jean Renshaw
- 2019: Oper Köln: Johnny Lloyd, Toybox (Bühne und Kostüme)

### Als Ausstellungsarchitekt
- 2013: Brot und Wein[6], Niederösterreichische Landesausstellung 2013 (Asparn/Zaya und Poysdorf)
- 2013/14: Kunsthalle Krems: Yoko Ono. Half-a-Wind-Show
- 2014: visuelle Umsetzung des neu gestalteten Urgeschichtemuseums MAMUZ in Asparn/Zaya[7]
- 2015: Kunsthalle Krems: Pipilotti Rist
- 2016: MAMUZ Mistelbach: Stonehenge[8]
- 2016: Leopold Museum: Wilhelm Lehmbruck
- 2016/17: Leopold Museum: Fremde Götter

## Auszeichnungen
- 2004: „Theater-Oscar“ für die Ausstattung von Mozarts Die Zauberflöte am Theater Krefeld-Mönchengladbach, verliehen von der Rheinischen Post[9]
- 2017: Nominierung für Bestes Bühnenbild und Bestes Kostümbild und Maske beim Deutschen Musical Theater Preis für die Uraufführung von Christian Kolonovits’ Vivaldi – Die fünfte Jahreszeit an der Volksoper Wien[10]